# 高灵山
高灵山，字景嵩，东魏官员，北齐宗室，出身渤海高氏，高欢的族弟。
高灵山于普泰元年（531年）跟随高欢在信都（今河北省冀州市）起兵，官至长乐郡（治所在信都）太守。死后追赠大将军、司空，谥号文宣。其子高懿，在武平镇将任上去世，没有儿子，齐文宣帝以高灵山从父兄齐州刺史高建国的儿子高伏护为其后嗣。高伏护死后，高建国从孙高乂袭爵。